# 鬚腹菌科
須腹菌科（學名：Rhizopogonaceae）是牛肝菌目的一個科，於1928年由瑞士植物學家Ernst Albert Gäumann與美國真菌學家卡羅爾·威廉·多奇定義、描述。本科下包含須腹菌屬與Rhopalogaster等兩個屬，共約150種物種，其中Rhopalogaster為單型屬，只包含一種物種。有另一屬Fevansia傳統上被認為屬於須腹菌科，但已有研究基於分子證據將其改歸入紅菇目的地花菌科。
分子種系發生學的研究也顯示牛肝菌目中，須腹菌科與鉚釘菇科、乳牛肝菌科、截軸包菌科（Truncocolumellacae）等類群的親緣關係較為接近，有研究將本科與這三科共同歸屬於乳牛肝菌亞目（Suillineae）。

## 属
- Fevansia
- 須腹菌屬 Rhizopogon
- Rhopalogaster